# Pile de disques

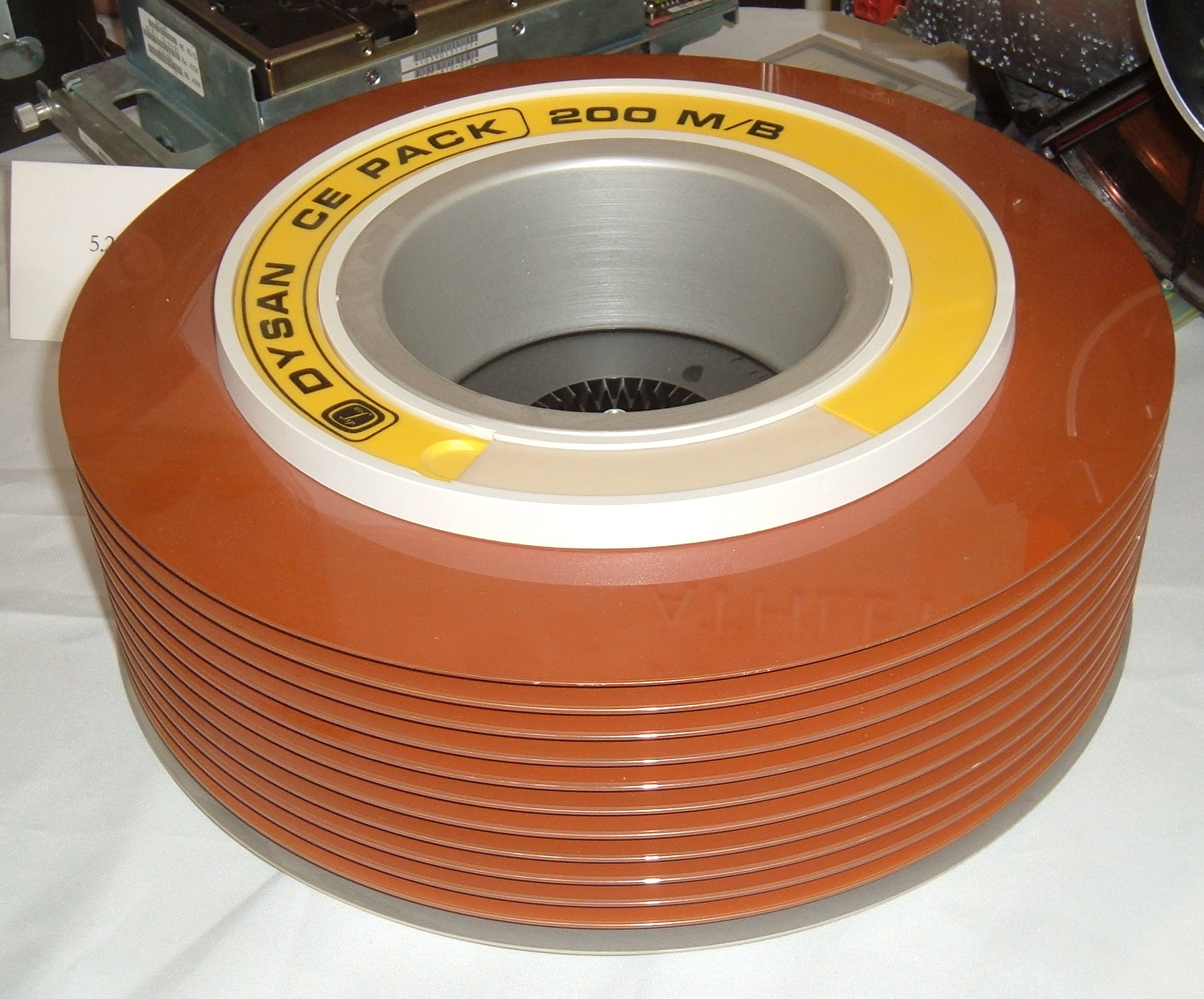
Paquet de disques des années 1970 d'une capacité de 200 mégaoctets, fabriqué par en, avec le couvercle retiré.

La pile de disques, le paquet de disques (disk pack en anglais) ou la cartouche de disque font partie des premiers médias amovibles introduits et utilisés dans les années 1960 pour le stockage informatique.

## Paquet de disques

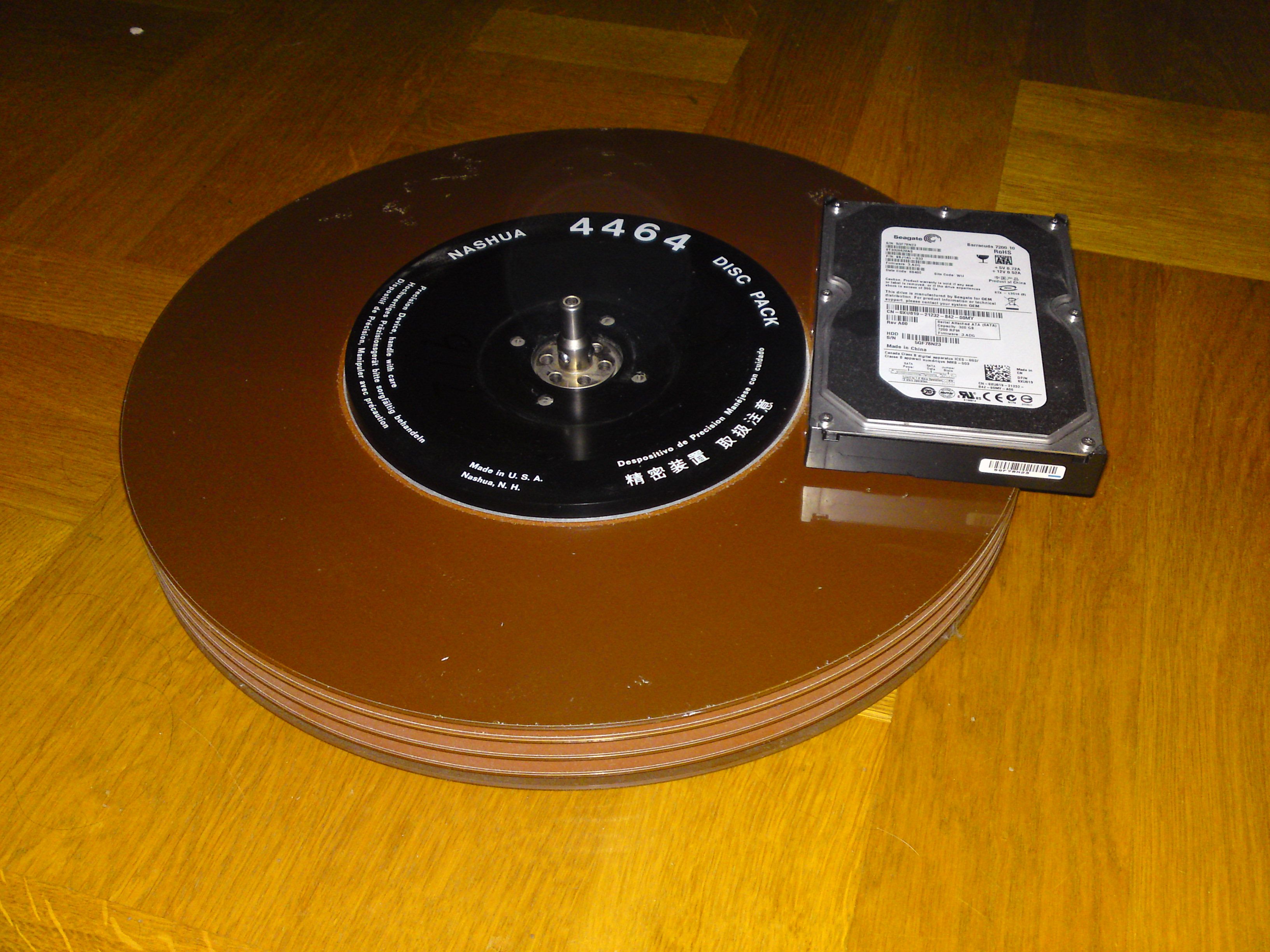
Pile de disques fabriqué par Nashua, États-Unis, sans sa housse de protection. Une unité de disque dur moderne en 3.5" superposée pour la comparaison.

Un paquet de disques est un empilement de plusieurs disques durs (disques circulaires rigides, revêtus d'une surface de stockage magnétique appelée plateau). Un paquet de disques est le composant de base d'un lecteur-enregistreur de disques durs. Dans les unités d'entraînement à disque dur modernes, la pile de disques est scellée de façon permanente à l'intérieur du périphérique. Dans de nombreux périphériques de stockage à disque dur, historiquement, le paquet de disques était une unité amovible fourni avec une enveloppe protectrice comportant une poignée de levage.
Le coffret de protection est composé de deux parties, un couvercle en plastique transparent recouvrant le dessus et les côtés de la pile de disques, avec une poignée dans le centre qui se visse sur un socle séparé afin d'empaqueter l'ensemble. Pour retirer le bloc de disques, le lecteur-enregistreur sera mis hors ligne après l'arrêt de la rotation des disques.
Le premier paquet de disques amovible a été inventé en 1965 par deux ingénieurs d'IBM, Thomas G. Leary et R. E. Pattison. Les disques 14 pouces (356 mm) introduits par IBM sont devenus des standards de facto, avec plusieurs fournisseurs produisant des lecteurs-enregistreurs et des piles de disques « compatibles IBM ».
Des exemples d'unités d'entrainement qui emploient des piles de disques amovibles comme l'IBM 1311, IBM 2311, et le Digital RP04.

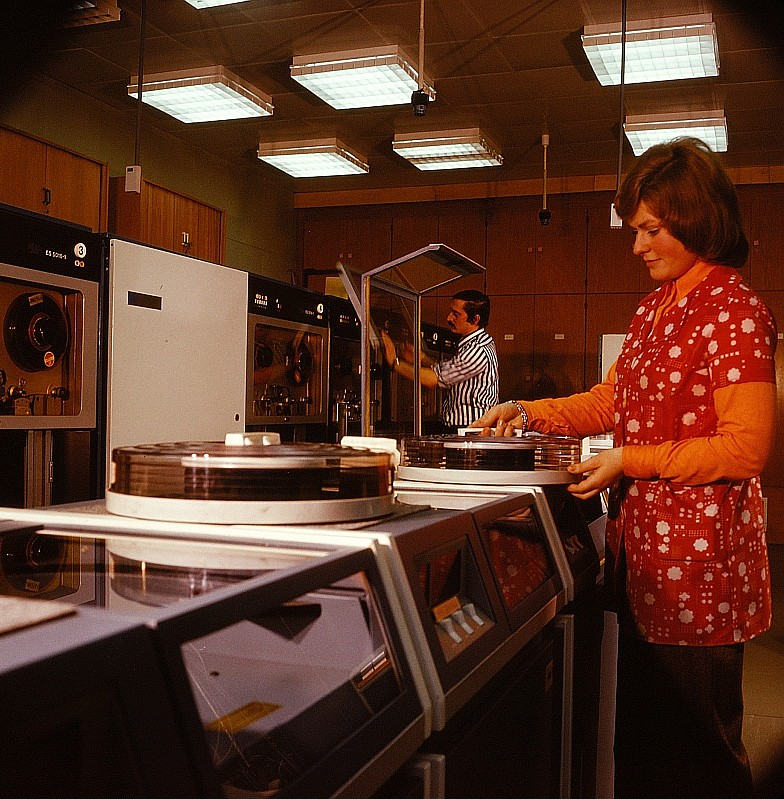
L'opératrice sélectionne un paquet de disques
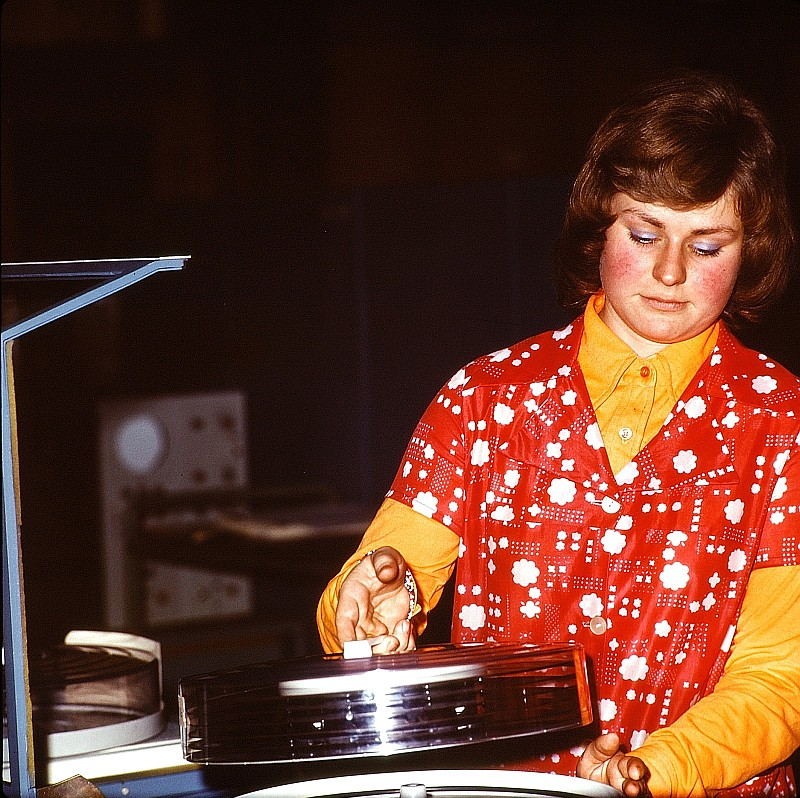
Le socle du coffret de protection est retiré
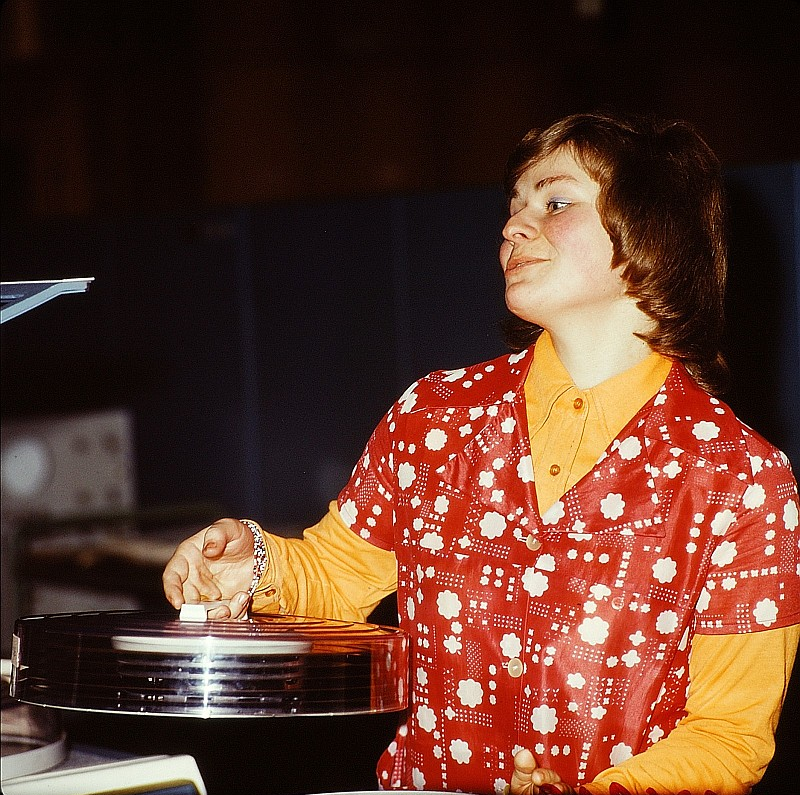
Le paquet de disques est prêt pour l'insertion
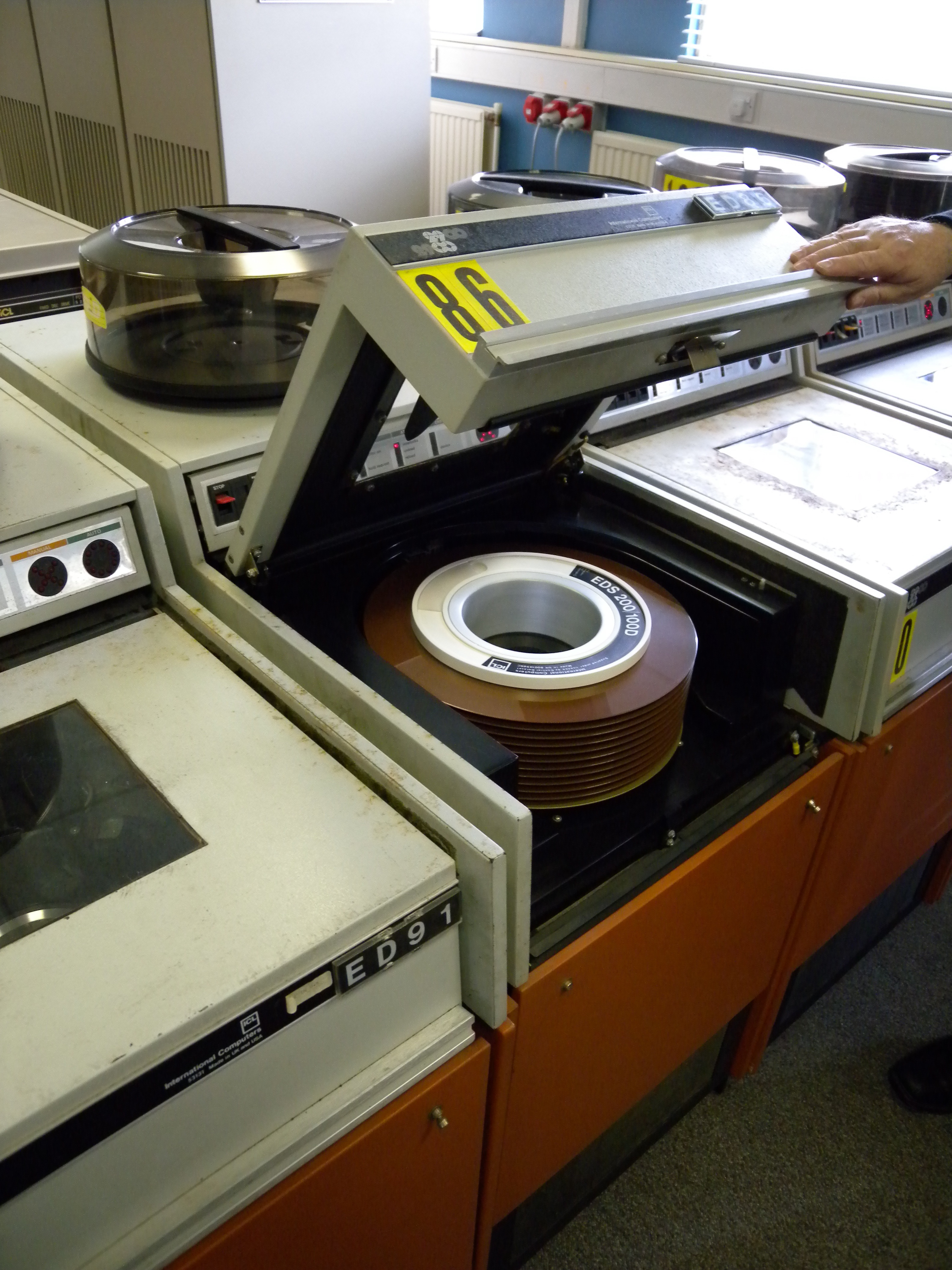
La pile de disques amovible est en place
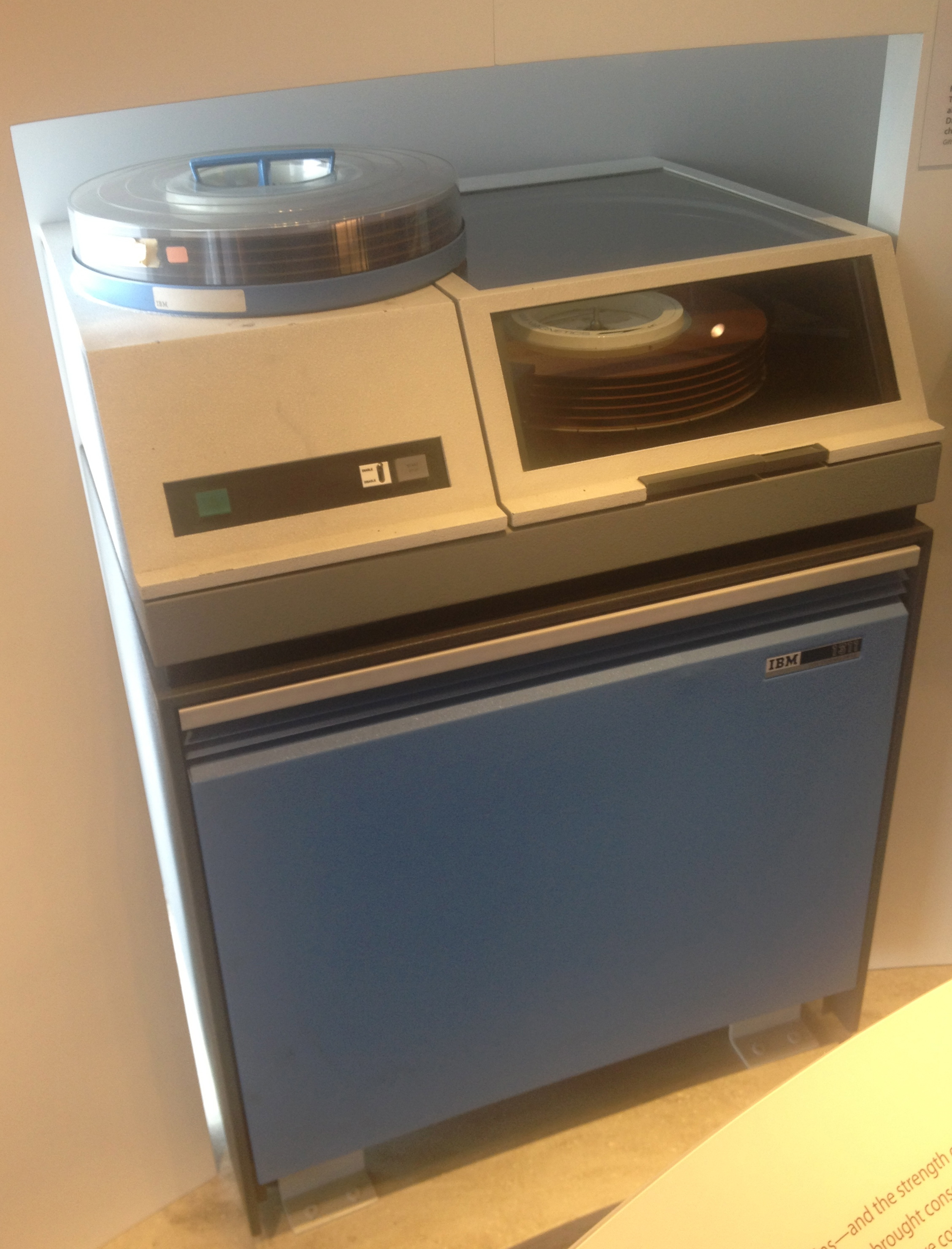
Le périphérique de stockage IBM 1311 avec un paquet de disques IBM 1316 supplémentaire
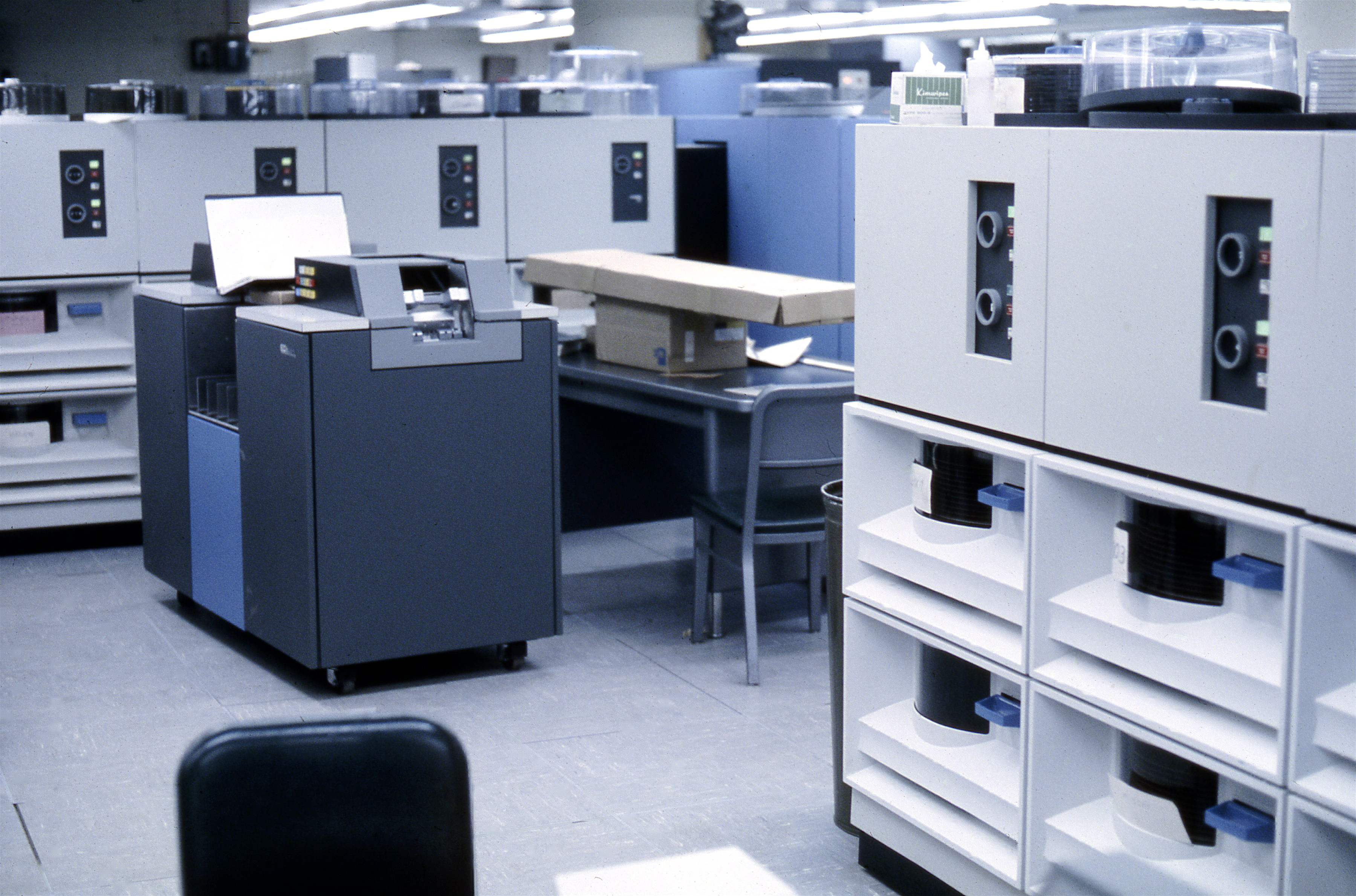
Unités d'entrainement IBM 2314 pour pile de disques avec leurs coffrets de protection vides sur le dessus

## Cartouche de disque
Les premières cartouches de disque étaient équipées d'un seul disque dur enfermé dans une coque de protection en plastique. Lorsque la cartouche amovible est insérée dans le dispositif du périphérique d'entraînement, les têtes de l'unité de lecture-écriture peuvent accéder à la surface de stockage des données magnétiques du plateau par des trous disposés sur les côtés de la coque. La cartouche de disque est une évolution directe de la pile de disques et des premières unités de disque dur. Comme la densité de stockage fut améliorée, même un seul plateau fournissait un espace de stockage des données suffisant, avec l'avantage d'être plus facile à manipuler qu'un paquet de disques amovibles. Un exemple de cette évolution est l'utilisation d'une unité d'entraînement de cartouche de disque destiné à l'IBM 2310 sur l'IBM 1130. Les cartouches de disque ont été rendus obsolètes par les disquettes qui renferment un disque souple.

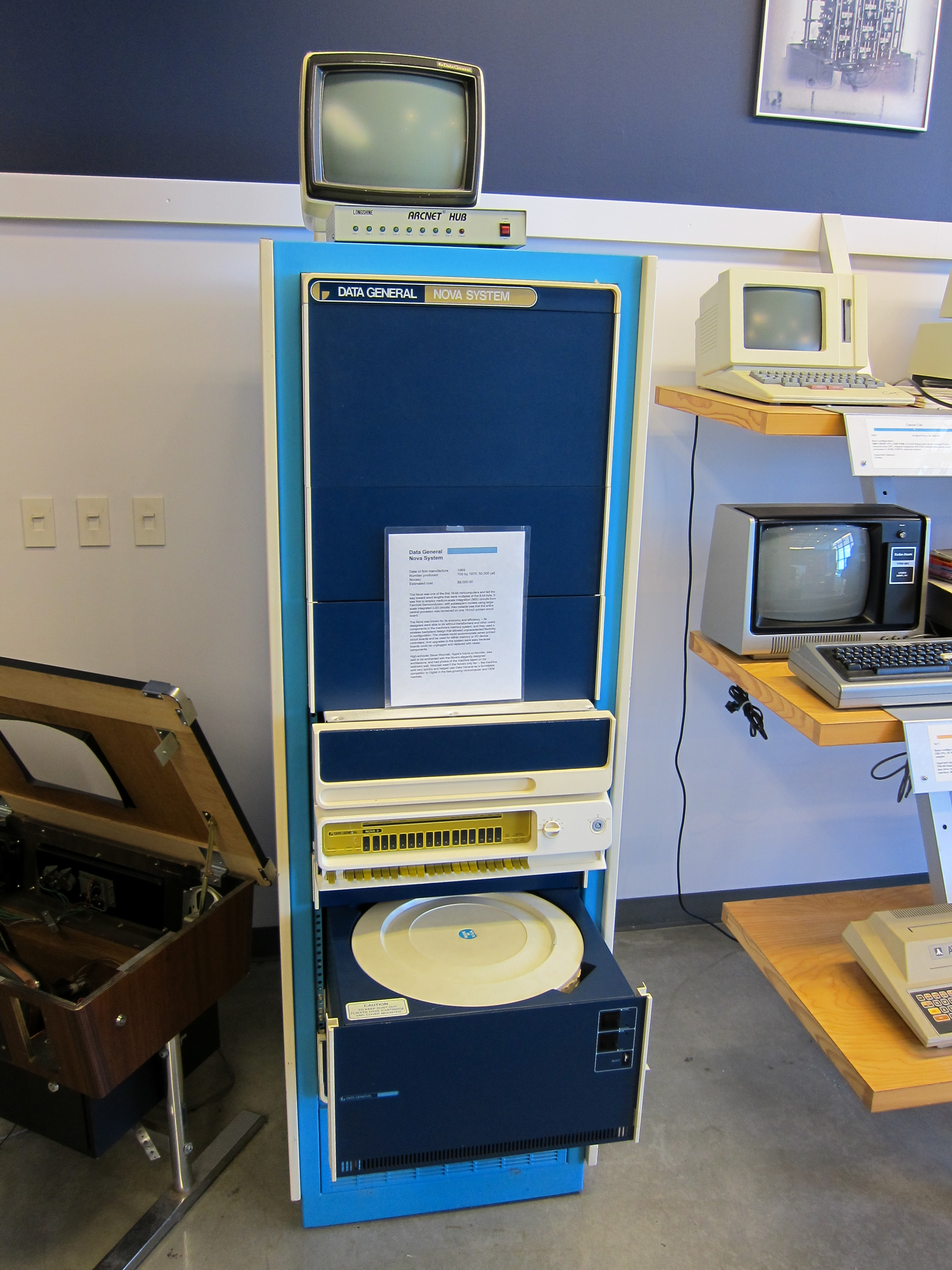
Un ordinateur Data General Nova avec une cartouche de disque amovible
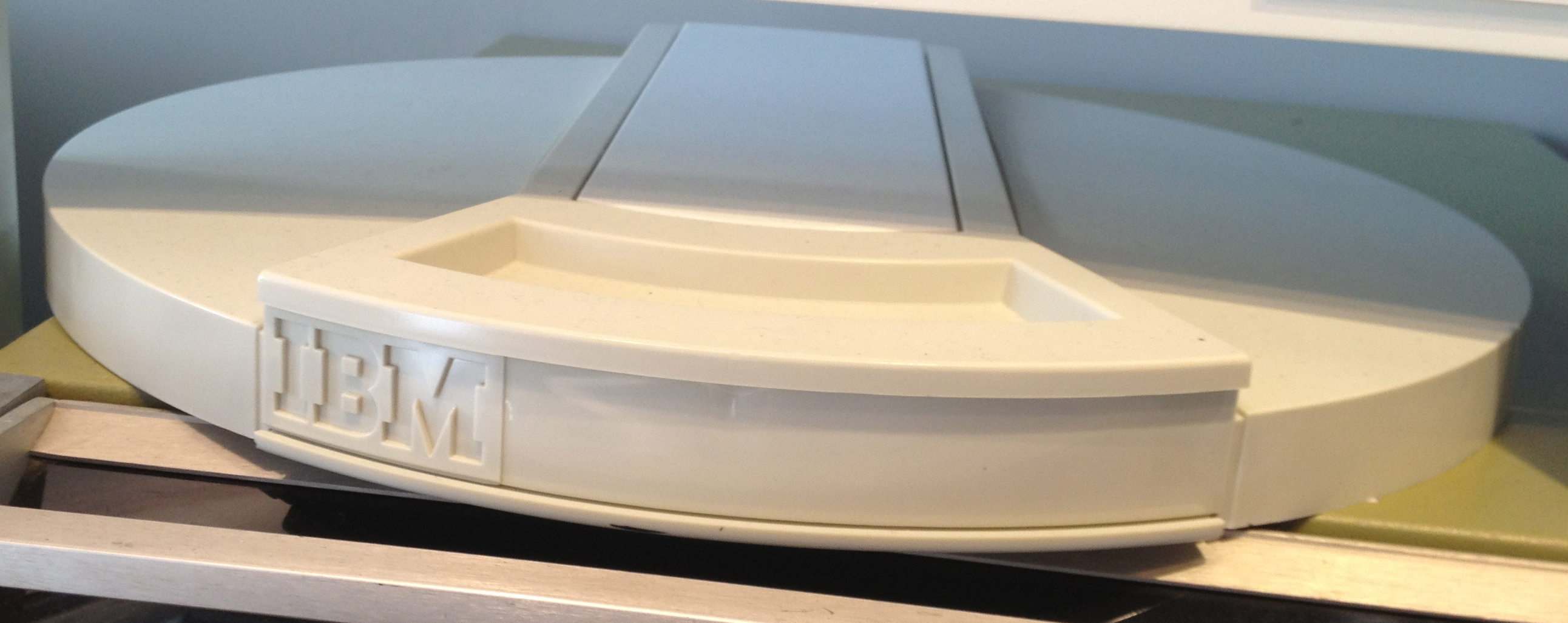
Cartouche de disque IBM 2315 d'une capacité d'un mégaoctet